# 굿바이 골로빈
굿바이 골로빈(Goodbye Golovin)은 캐나다에서 제작된 마티유 그리마드 감독의 2019년 영화이다. 우크라이나의 한 남성인 이안 골로빈 역으로 올렉산드르 루딘스키가 주연으로 출연한다. 그는 자신의 아버지가 사망한 뒤 더 나은 삶을 위해 새 국가로 이민할지를 고민한다.
이 영화는 2019년 FCIAT 영화제에서 초연되었다.